# عزیزمحمدی
عزیزمحمدی نام خانوادگی افراد زیر است:
- نورالله عزیزمحمدی، قاضی ایرانی
- مرتضی عزیزمحمدی، بازیکن فوتبال اهل ایران